# Saint-Armel (Morbihan)
Pour les articles homonymes, voir Saint-Armel.
Saint-Armel [sɛ̃taʁmɛl] est une commune française, située dans le département du Morbihan en région Bretagne.
Saint-Armel fait partie du Parc naturel régional du golfe du Morbihan.

## Toponymie
Attestée sous les formes Sant Hermel en 1304, Prosat en 1367, Provosat en 1475.
Prosat, ou Provosat était le toponyme originel du lieu et le nom d'une frairie dépendant de Sarzeau.
Le nom du saint patron de l'église, reconstruite en 1857, Saint Armel des Boschaux, devient aussi le nom de la commune en 1858.
Sant-Armael en breton.

## Géographie

### Situation
| Golfe du Morbihan |             | Le Hézo |
| Golfe du Morbihan | Saint-Armel | Surzur  |
| Golfe du Morbihan | Sarzeau     |         |

Située sur la presqu'île de Rhuys à une quinzaine de kilomètres de Vannes, cette commune littorale borde le golfe du Morbihan et possède plusieurs îles sur son territoire, dont l'île Tascon et l'île Bailleron. Sur la presqu'île de Rhuys, la commune reste cependant à l'écart de l'afflux touristique du golfe du Morbihan. Dans les zones classées Natura 2000, un réseau de sites naturels européens, ce sont surtout des balades à pied qui séduisent les amateurs de nature sauvage et d'oiseaux, aigrettes, hérons, sternes... L'été, la pêche à pied attire du monde.
Elle était autrefois reliée à Séné par le passage Saint-Armel. Ce passage à travers la rivière de Noyalo à l'aide d'une plate traditionnelle du golfe existait depuis plusieurs siècles jusque dans les années 1950. Un passeur assurait la traversée à force de rame contre une faible rémunération. Cela permettait d'économiser plusieurs kilomètres pour se rendre à Vannes et permettait aux jeunes gens des deux communes de se fréquenter. Les cales du Passage (Saint Armel) et de Montsarrac (Séné) sont distantes de 20 km par la route, de 200 m par la mer. Depuis quelques années le conseil général a mis en place un passeur équipé d'une barge à moteur, actif durant la saison touristique.
Les anciennes salines ont été reconvertie en « claires » ou bassins d'affinage pour l'ostréiculture.

### Hydrographie
Pour un article plus général, voir Réseau hydrographique du Morbihan.
La commune est située dans le bassin Loire-Bretagne. Elle est drainée par divers petits cours d'eau,.

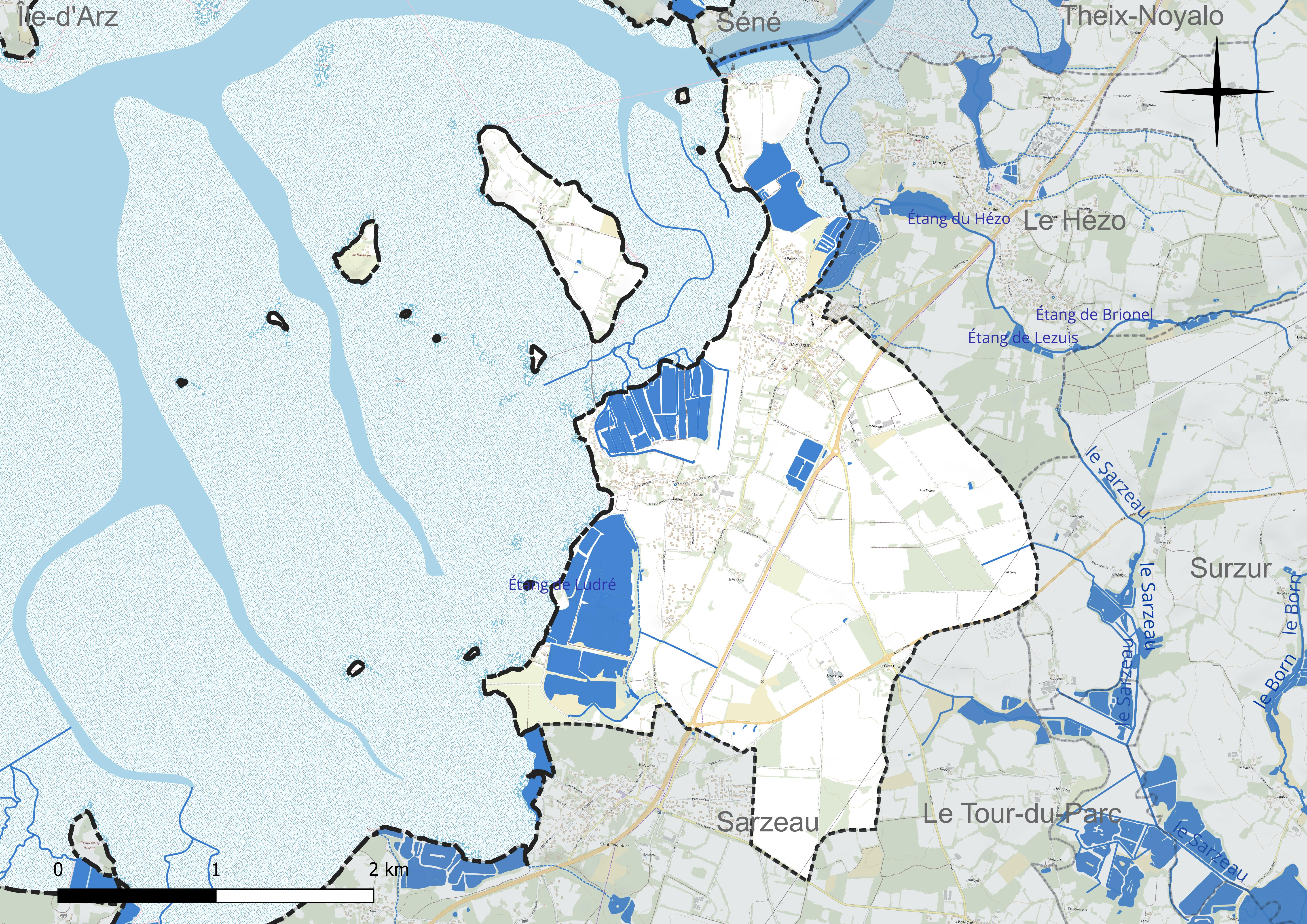
Réseau hydrographique de Saint-Armel.

Un plan d'eau complète le réseau hydrographique : l'étang de Ludré (28,24 ha),.

### Climat
Pour des articles plus généraux, voir Climat de la Bretagne et Climat du Morbihan.
En 2010, le climat de la commune est de type climat océanique franc, selon une étude du CNRS s'appuyant sur une série de données couvrant la période 1971-2000. En 2020, Météo-France publie une typologie des climats de la France métropolitaine dans laquelle la commune est exposée à un climat océanique et est dans la région climatique  Bretagne orientale et méridionale, Pays nantais, Vendée, caractérisée par une faible pluviométrie en été et une bonne insolation. Parallèlement l'observatoire de l'environnement en Bretagne publie en 2020 un zonage climatique de la région Bretagne, s'appuyant sur des données de Météo-France de 2009. La commune est, selon ce zonage, dans la zone « Littoral doux », exposée à un climat venté avec des étés cléments.  
Pour la période 1971-2000, la température annuelle moyenne est de 12,1 °C, avec une amplitude thermique annuelle de 11,9 °C. Le cumul annuel moyen de précipitations est de 808 mm, avec 12,6 jours de précipitations en janvier et 6,2 jours en juillet. Pour la période 1991-2020, la température moyenne annuelle observée sur la station météorologique la plus proche, située sur la commune de Séné à 6 km à vol d'oiseau, est de 12,6 °C et le cumul annuel moyen de précipitations est de 899,0 mm,. Pour l'avenir, les paramètres climatiques de la commune estimés pour 2050 selon différents scénarios d’émission de gaz à effet de serre sont consultables sur un site dédié publié par Météo-France en novembre 2022.

## Urbanisme

### Typologie
Au 1er janvier 2024, Saint-Armel est catégorisée commune rurale à habitat dispersé, selon la nouvelle grille communale de densité à sept niveaux définie par l'Insee en 2022.
Elle est située hors unité urbaine. Par ailleurs la commune fait partie de l'aire d'attraction de Vannes, dont elle est une commune de la couronne,. Cette aire, qui regroupe 47 communes, est catégorisée dans les aires de 50 000 à moins de 200 000 habitants,.
La commune, bordée par l'océan Atlantique, est également une commune littorale au sens de la loi du 3 janvier 1986, dite loi littoral. Des dispositions spécifiques d’urbanisme s’y appliquent dès lors afin de préserver les espaces naturels, les sites, les paysages et l’équilibre écologique du littoral, tel le principe d'inconstructibilité, en dehors des espaces urbanisés, sur la bande littorale des 100 mètres, ou plus si le plan local d’urbanisme le prévoit.

### Occupation des sols
L'occupation des sols de la commune, telle qu'elle ressort de la base de données européenne d’occupation biophysique des sols Corine Land Cover (CLC), est marquée par l'importance des territoires agricoles (67,3 % en 2018), en diminution par rapport à 1990 (71,3 %). La répartition détaillée en 2018 est la suivante : 
terres arables (39,7 %), zones agricoles hétérogènes (26,5 %), zones urbanisées (18,5 %), zones humides côtières (8,7 %), milieux à végétation arbustive et/ou herbacée (5,6 %), prairies (1,1 %). L'évolution de l’occupation des sols de la commune et de ses infrastructures peut être observée sur les différentes représentations cartographiques du territoire : la carte de Cassini (XVIIIe siècle), la carte d'état-major (1820-1866) et les cartes ou photos aériennes de l'IGN pour la période actuelle (1950 à aujourd'hui).

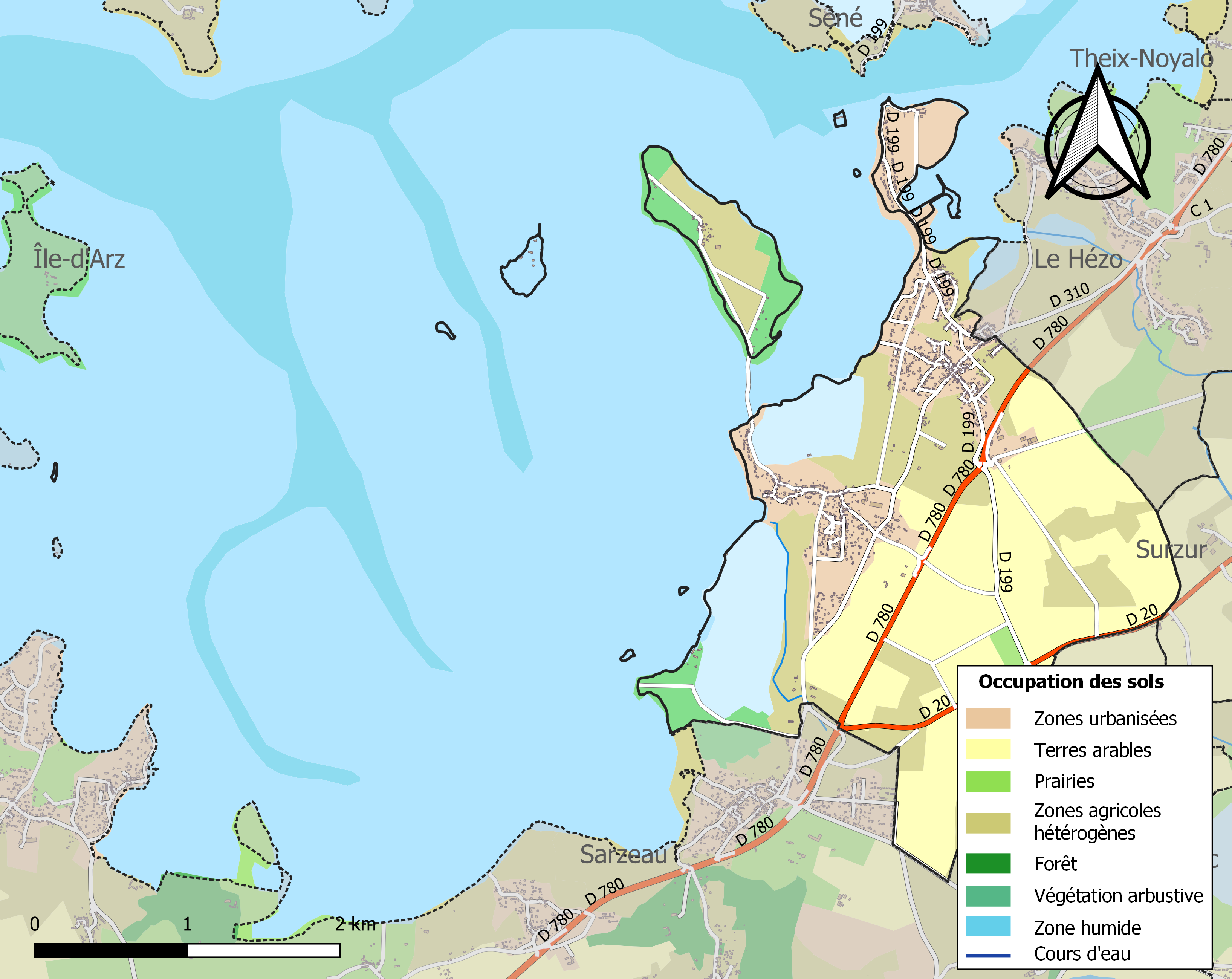
Carte des infrastructures et de l'occupation des sols de la commune en 2018 (CLC).

## Histoire
Né en Irlande en 482, Armel quitte son pays pour migrer vers la Bretagne continentale. Ermite dans la région de Quimper, Armel fonde un monastère à Plouarzel. Après un séjour parisien à la cour de Childebert Ier, il est chassé à la suite d'intrigues. Il vient alors s'installer au sud de Rennes où il finit son existence en grande sainteté.
Après la révolution française, les communes se réalisent sur le canevas des paroisses. Saint-Armel ne devient pas une commune mais reste un hameau de Sarzeau qui compte 9 frairies.
Des 1838, une demande de création d’une commune est formulée. La population met en avant un capitulaire de Charles le Chauve datant de 844 qui encourage les évêques de créer des nouvelles paroisses à la demande des fidèles lorsque les distances qui les séparaient de leur église pouvaient compromettre la santé des femmes enceintes, des vieillards, des infirmes et des enfants. Le conseil municipal de Sarzeau se prononce 3 fois contre cette séparation : le 5 août 1838, le 17 mars 1839 et le 27 septembre 1841.
Le 2 mai 1849, la frairie de Saint-Armel est érigée en paroisse, prenant ainsi, du point de vue religieux, ses distances avec Sarzeau.
Le 17 juin 1857 le conseil municipal de Sarzeau déclare à l’unanimité qu’il est « nécessaire pour la paix réciproque que la section de Saint-Armel soit érigée en commune séparée de Sarzeau ». Le 24 décembre de cette même année le préfet émet un avis favorable. Le décret de Napoléon III officialisant la nouvelle commune est daté du 22 mai 1858. La nouvelle commune s’étale sur 797 hectares et compte 623 habitants.
En 1860, une école est créée, d'abord en louant une maison au centre du bourg (actuellement le café Guyon), puis le conseil municipal achète ce bâtiment en 1868. En 1907, une « véritable » école est construite, ce qui permet d'ouvrir une classe pour les filles.
De 1910 à 1947, la commune (gare de Saint-Armel) était desservie par le trafic ferroviaire de la Ligne de Surzur à Port-Navalo des chemins de fer du Morbihan.

## Politique et administration
| Période                                  | Période        | Identité              | Étiquette | Qualité                                       |
| ---------------------------------------- | -------------- | --------------------- | --------- | --------------------------------------------- |
| 1892                                     | 1925           | Pierre Le Godec       |           |                                               |
| 1925                                     | 1942           | Armel Lorso           |           |                                               |
| 1942                                     | 1945           | Henri Petit           |           |                                               |
| 1945                                     | 1951           | Joseph Le Blay        | IdG       |                                               |
| 1951                                     | 1953           | Armel François Guyon  |           |                                               |
| 1953                                     | 1983           | Pierre Le Joubioux    |           | Agriculteur retraité, Maire honoraire         |
| 1983                                     | 1989           | Yannick Le Joubioux   |           |                                               |
| 1989                                     | 1995           | Francis Morzadec      |           | Retraité Croix du combattant 39-45            |
| 1995                                     | 2001           | René Le Digabel       |           | Agriculteur retraité, ancien premier adjoint  |
| mars 2001                                | 3 juillet 2020 | Dominique Plat        |           | Cadre technique                               |
| 3 juillet 2020                           | avril 2021     | Christian Le Ménach   |           | Agriculteur Démissionnaire                    |
| mai 2021                                 | septembre 2021 | Nathalie Le Boulicaut |           | Technicienne de laboratoire Maire par intérim |
| 17 septembre 2021                        | En cours       | Anne Tessier-Pétard   |           |                                               |
| Les données manquantes sont à compléter. |                |                       |           |                                               |

## Démographie
L'évolution du nombre d'habitants est connue à travers les recensements de la population effectués dans la commune depuis 1861. Pour les communes de moins de 10 000 habitants, une enquête de recensement portant sur toute la population est réalisée tous les cinq ans, les populations de référence des années intermédiaires étant quant à elles estimées par interpolation ou extrapolation. Pour la commune, le premier recensement exhaustif entrant dans le cadre du nouveau dispositif a été réalisé en 2004.

En 2022, la commune comptait 885 habitants, en évolution de −0,9 % par rapport à 2016 (Morbihan : +3,82 %, France hors Mayotte : +2,11 %).
| 1861 | 1866 | 1872 | 1876 | 1881 | 1886 | 1891 | 1896 | 1901 |
| ---- | ---- | ---- | ---- | ---- | ---- | ---- | ---- | ---- |
| 684  | 645  | 585  | 566  | 571  | 531  | 543  | 575  | 580  |

| 1906 | 1911 | 1921 | 1926 | 1931 | 1936 | 1946 | 1954 | 1962 |
| ---- | ---- | ---- | ---- | ---- | ---- | ---- | ---- | ---- |
| 522  | 514  | 463  | 433  | 416  | 400  | 368  | 319  | 305  |

| 1968 | 1975 | 1982 | 1990 | 1999 | 2004 | 2006 | 2009 | 2014 |
| ---- | ---- | ---- | ---- | ---- | ---- | ---- | ---- | ---- |
| 270  | 295  | 500  | 661  | 707  | 774  | 796  | 833  | 897  |

| 2019 | 2022 | - | - | - | - | - | - | - |
| ---- | ---- | - | - | - | - | - | - | - |
| 873  | 885  | - | - | - | - | - | - | - |

## Culture et patrimoine

### Lieux et monuments
- l'église Saint-Armel ;

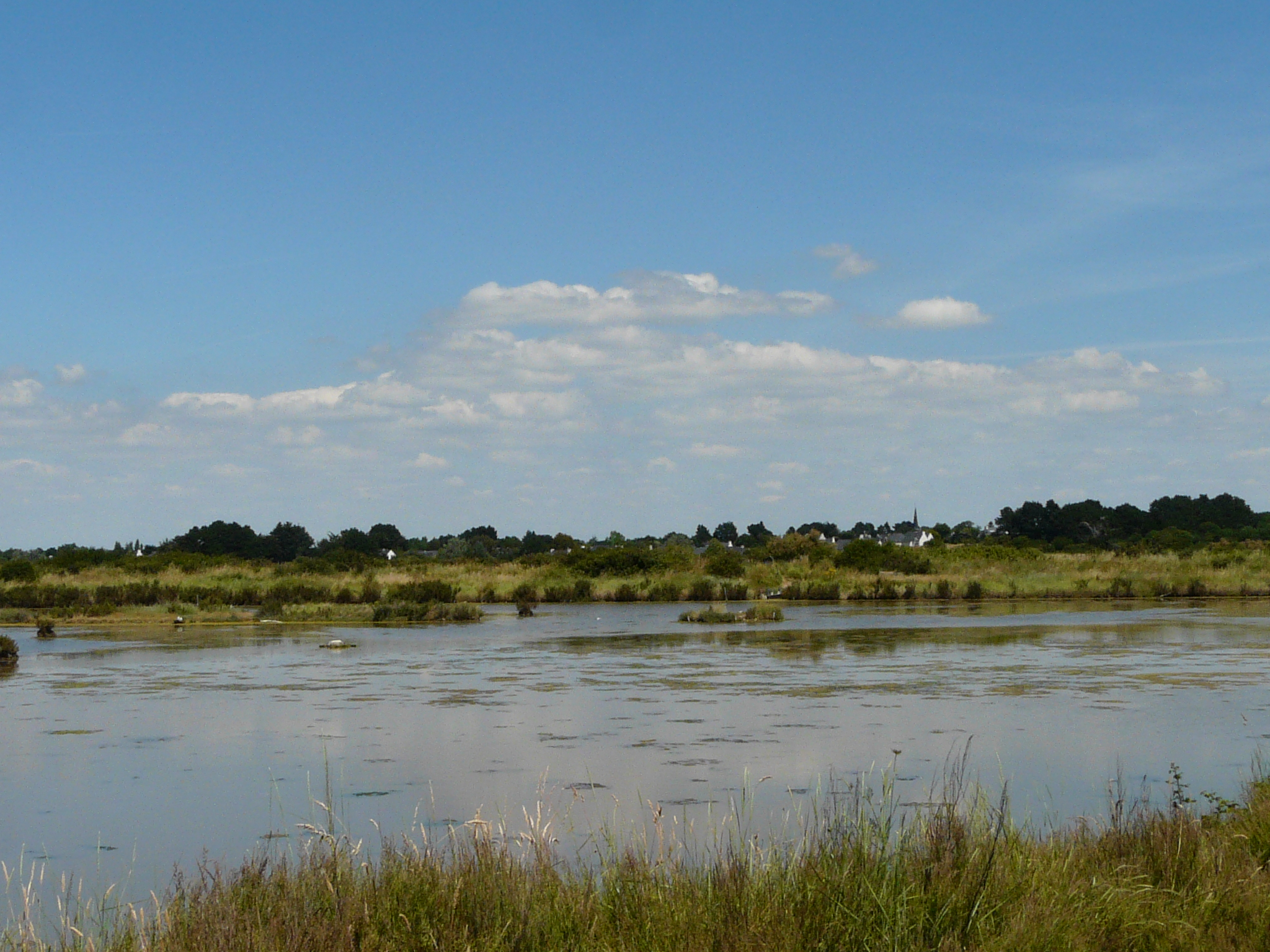
Le marais de Lasné et Saint-Armel en arrière-plan.

- le manoir du Méné date des XVIe et XVIIe siècles, il est inscrit à l'inventaire général du patrimoine culturel[31] ;
- Les marais de Lasné : Le site de Lasné à Saint-Armel n'avait plus connu, depuis plus d'un siècle, le sel cueilli artisanalement. Transformés en claires ostréicoles vers 1925, les marais de Lasné alimentaient en huîtres le fameux restaurateur parisien Prunier. Ces claires qui permettaient d'affiner les huîtres plates ont été peu à peu abandonnées après la Deuxième Guerre mondiale (rentabilité en baisse due à un travail non mécanisable conjugué à l'exode rural), et leur évolution naturelle entraînait leur comblement à terme par les dépôts de vase et de débris végétaux. Au début des années 1980, quelques ostréiculteurs de la presqu'île de Rhuys, regroupés en GIE, tentent de redémarrer l'activité à la suite de l'acquisition du marais par le conseil général. En 1988, Dan Nguyen et Agnès Valin mettent en place un élevage de palourdes et de crevettes, puis d'huîtres, qui permet une remise en état et un entretien de quelques claires supplémentaires. En 1996, ces exploitants construisent un bâtiment d'exploitation et un autre ostréiculteur en construit un second. Il remet lui aussi en état des claires à huîtres. Depuis 2003, avec l'aide du conseil général du Morbihan (propriétaire du site depuis 1978), l'or blanc fait son retour en presqu'île de Rhuys, au bord du golfe du Morbihan. Nathalie Krone en est la paludière depuis 2017.
- L'Île Tascon est habitée, elle est accessible à marée basse par une route découvrante qui est en très bon état.
- L'île Bailleron abrite une station de recherche biologique de l'université de Rennes 1, très rarement occupée actuellement.
- Enézy, petite île du golfe du Morbihan appartenant au domaine maritime.
- Le marais de Ludré a été l'un des premiers sites français de l'ostréiculture vers les années 1870, les grands bâtiments présents ont servi de moulin à marée puis de fabrique de litière à base de zoostères séchées (plante marine à racines). Pendant quelques années, ils ont abrité un zoo privé.

### Spécialités
Le Gochtial, une sorte de pain sucré dont la recette est  secrète.